# Комплекс школских зграда „Палестина” и зграда „Гимназије”
Комплекс школских зграда „Палестина” и зграда „Гимназије” су објекти који се налазе у Сремској Митровици. Саграђени су 1860. и 1930. године, а представљају непокретна културна добра као споменици културе Србије.

## Опште информације
Зграда старе гимназије „Палестина” подигнута је у духу класицизма 1860. године, према прописима зидања школских зграда тог времена, као приземна грађевина подужне основе без посебних декоративних елемената, сведене фасаде са низом прозора. Саграђена је за потребе школовања талентоване деце граничара у Војној граници у 9. Петроварадинском граничарском пуку.
Зграда гимназије грађена је по пројекту архитекте Момира Коруновића из 1928. године, као споменик краљу Петру Првом Ослободиоцу. Од првобитног пројекта реализовано је само једно подужно крило и то са делимичним изменама општинског инжењера Бошка Стојановића. Грађевинске радове извео је 1928—1930. године, сремскомитровачки градитељ Волер. Зграда је изведена у духу академске архитектуре са елементима романтизма. Подужне је правоугаоне основе и састоји се од сутерена, високог приземља и два спрата. Главна фасада, оживљена прозорима архитравне конструкције, рашчлањена је на средњe и два наглашена и истурена бочна ризалита која се завршавају атикама.
На централном делу приземља зграде средњег ризалита доминира улазни портал са тремом. Простор изнад улаза истакнут је са два пиластра на којима почива полукружни лук, који прекида линију поткровног венца. Прозори високог приземља смештени су у полукружне нише. Кроз зону првог и другог спрата протежу се пиластри који носе полукружне лукове.
Поред посебних архитектонских вредности, изградња две школске зграде сведочи и о континуитету просветне делатности на овој парцели, као и њиховом историјском значају за развој образовања, науке и културе у Срему. Изграђени део Гимназије изведен је у духу академске архитектуре, са елементима романтизма. Тракт је подужне правоугаоне основе и састоји се од сутерена, високог приземља и два спрата. Главна фасада је симетрично организована и оживљена правилно распоређеним прозорима архитравне конструкције. Бочни ризалити су наглашени, истурени и завршавају се атикама. Прозори високог приземља су смештени у полукружне нише.
Кроз зону првог и другог спрата протежу се пиластри који носе полукружне лукове. Унутрашњи простор је функционално организован: дуги ходници повезују низове учионица, а многобројни отвори омогућују довољно дневног светла. Насупрот главном улазу смештено је пространо степениште које води на спрат. Упркос извесним изменама првобитног пројекта, зграда сремскомитровачке Гимназије је превасходно Коруновићево дело: по основној замисли простора, по класичном зиданом конструктивном систему, општој композицији главне фасаде и по детаљима приземља.
Зграда Гимназије у Сремској Митровици је први објекат на територији Војводине који је изведен по Коруновићевом пројекту. Поред тога, представља и један од његових већих објеката. Поред архитектонских вредности има и историјски значај за развој просветне и културне делатности, али и као споменик Краљу Петру Првом Ослободиоцу.